# Macondo
Macondo je izmišljeni grad (selo), opisan u Márquezovom romanu Sto godina samoće, kojeg nastanjuje obitelj Buendía.

## Aracataca
Macondo se često poistovjećuje s Aracatacom, gradom u kojem je Gabriel García Márquez proveo svoje djetinstvo. Aracataca se nalazi blizu sjverne obale Kolumbije, 80 km južno od Santa Marte. Macondo je bio naziv jedne plantaže banana blizu Aracataca, i u prijevodu s Bantu jezika znači "banana". Macondo je i naziv jedne vrste drveća (Cavanillesia platanifolia), koja raste na području Aracatace, i koja je poznata po tome.
U lipnju 2006., stanovnici Aracatace organizirali su referendum kako bi promijenili naziv grada iz Aracataca u Macondo. Usprkos većini koja je glasala za promjenu imena, odluka nije izvršena zbog nedovoljnog broja glasača i grad je zadržao svoje tradicionalni naziv. 
Smatra se da je Márquez inspiraciju za stvaranje Maconda našao u Faulknerovoj izmišljenoj oblasti, Yoknapatawpha, premda drugi izvori tvrde da Márquez uopće nije pročitao nijedno Faulknerovo djelo u vrijeme dok je pisao Sto godina samoće.
Macondo se prvi put pojavljuje u Marquezovoj pripovijetki Lišće na vjetru. Centralno je mjesto zbivanja događaja u romanu Sto godina samoće. Macondo je glavno mjesto radnje u još par Marquezovih pripovijetki.

## Fiktivna povijest
Romanom Sto godina samoće Marquez nas upoznaje s Macondom, mjestom gotovo otuđenim od ostatka svijeta. Ono raste, savršeno napreduje u svojoj izgradnji, sve dok se ne upotpunjuje s plantažom banana. Plantaža kao i sama eksploatacija banana, uvode nemir u sasvim spokojan život stanovnika Maconda. 
Selo postaje pusto, oronulo, prepušteno kiši koja u četiri godine padanja natapa Macondo svim nedaćama kojim je sudbina njegovih stanovnika podložna. Zaokupljenim zlom koje ih je snašlo, oni se povlače u sebe, ogorčeni i spremni izložiti nemilosrdnoj kritici sve ono što se nalazi oko njih.
Nakon dugogodišnje kiše, mjesto počinje iščezavati, kao i sama obitelj Buendía.